# 塞拉諾島
塞拉諾島（Isla Serrano）是智利的島嶼，屬於巴塔哥尼亞群島的一部分，行政上由伊瓦涅斯將軍的艾森大區負責管轄，面積1,063平方公里，是智利第14大島嶼，海岸線長339.9公里，島嶼最高點1,585米。

## 外部連結
http://islands.unep.ch/IXE.htm#329 （页面存档备份，存于）
48°30′S 74°45′W / 48.500°S 74.750°W